# شوزم بوافني
شوزم بوافني (الاسم العلمي:Psiadia boivinii) هو نوع غير مؤكد من النباتات يتبع جنس الشوزم من الفصيلة النجمية. سمي هذا النوع نسبةً إلى عالم النبات فرنسي لويس هياسنت بوافن.